# 4994 Kisala
A 4994 Kisala (ideiglenes jelöléssel 1983 RK3) a Naprendszer kisbolygóövében található aszteroida. Henri Debehogne fedezte fel 1983. szeptember 1-én.